# IPod shuffle
iPod Shuffle er den mindste af Apples iPod-modeller, og har ingen skærm. Man vælger sang enten ved at afspille i tilfældig rækkefølge, eller i en rækkefølge, man har angivet på forhånd. 
Den første generation iPod Shuffles blev introduceret 11. januar 2005 med sloganet "Life is Random". I modsætning til de andre iPod-modeller (bortset fra iPod Nano), som alle havde interne harddiske, havde iPod Shuffle en såkalt flash-hukommelse. Denne var meget lettere end en harddisk.
Den anden (og hidtil nyeste) generation iPod Shuffles blev lanceret 12. september 2006, og var under halvt så stor som sin forgænger. Produktet havde nu også et indbygget spænde, som gjorde det lettere at have iPod'en på sig. På lanceringstidspunktet fandtes afspilleren kun i sølv.
iPod Shuffle fås nu i flere farver, alle med 1GB hukommelse. 

## Tekniske detaljer
- Hukommelse: 1GB
- Batteritid: op til 12 timer
- Tilkoblingsmuligheder: stereo 3,5 mm minijackudgang
- Lydformater: MP3 (8 til 320 Kbps), MP3 VBR, AAC (8 til 320 Kbps), kopibeskyttet AAC (fra iTunes Music Store, M4A, M4B, M4P), Audible (formaterne 2, 3, og 4), WAV og AIFF
- Størrelse (i centimeter): 2,73 x 4,12 x 1,05
- Vægt: 15,5 gram
- Medfølgende tilbehør: stereo hovedtelefoner, USB-dockingstasjon, hurtigstartguide